# Lucas Vis
Lucas Vis   (Bergen, 19 de febrer de 1947) és un director d'orquestra i compositor neerlandès.
Vis va assistir al Musiklyzeum a Amsterdam del 1962 al 1969, on va estudiar violoncel amb Reinier Bresser i direcció d'orquestra amb Jaap Spaanderman. Després de realitzar una classe magistral en la direcció al Mozarteum de Salzburg com a premi, va ser l'assistent de Bruno Maderna del 1967 al 1973. També va assistir a cursos amb Pierre Boulez a Basilea, amb Jean Fournet, Marius Constant, Dean Dixon i Paul Hupperts i va prendre lliçons de composició amb Jan van Vlijmen. El 1971 va rebre el Premi de composició de Tanglewood de Koussevitzky.
Des del 1976 fins al 1979 va ser director del "Nederlands Ballet Orkest"", llavors director d'orquestra del Brabants Orkest fins al 1983. Del 1988 al 1996 va dirigir la "Noordhollands Philharmonisch Orkest". Va ser també director del Conservatori de Maastricht fins al 1998, després rector del Conservatori van Amsterdam fins al 2005.
Vis va dirigir les principals orquestres dels Països Baixos com ara l'Orquestra Concertgebouw, l'Orquestra Filharmònica de Rotterdam i l'Orquestra de Ràdio Filharmònica, així com les orquestres a Anglaterra, França, Àustria, Dinamarca, Alemanya i Itàlia. Ha treballat amb compositors com John Cage, Mauricio Kagel, Karlheinz Stockhausen i Louis Andriessen i ha estrenat obres d'Otto Kettings, Theo Loevendies i Guus Janssens a l'Òpera holandesa.

## Obres
- Assaig I per a vuit instruments, 1971
- Música per a soprano i violoncel, 1971
- Serenata per a tres violes i orquestra, 1973
- Openingsmuziek per a orquestra, 1976